# The Pacemakers

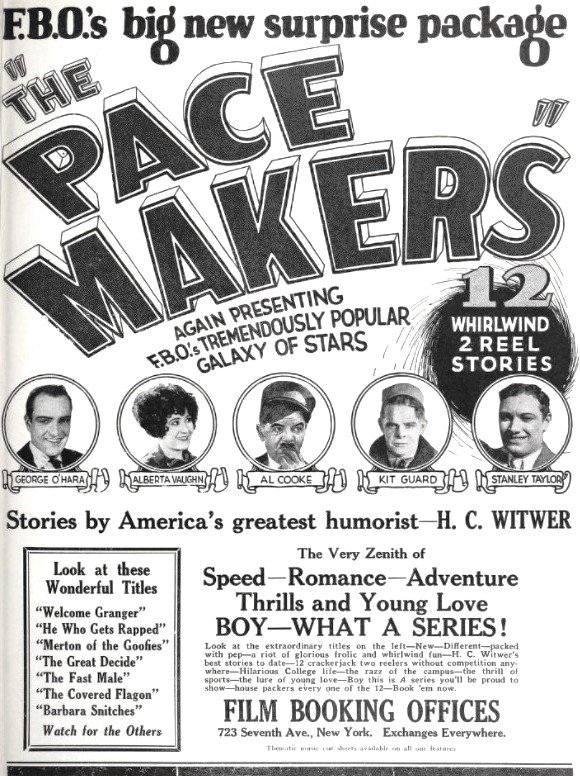
Annonce pour le film dans le magazine Exhibitors Herald.

The Pacemakers est un film muet américain réalisé par Wesley Ruggles et sorti en 1925.

## Synopsis
Il s'agit d'une série de douze histoires comiques.

## Fiche technique
- Titre original : The Pacemakers
- Réalisation : Wesley Ruggles
- Chef-opérateur : Lee Garmes
- Date de sortie : 
  - États-Unis : 1er mars 1925

## Distribution
- Alberta Vaughn : Soda Jerk
- George O'Hara
- Stanley Taylor
- Kit Guard
- Al Cooke
- Clark Gable